# Eate
Eate est le génie de la tempête, du feu, des fortes crues, du vent violent dans la mythologie basque. 

## Description
Les peuples anciens ont souvent pour divinité majeure une entité céleste maître des orages (Thor, Zeus, Jupiter). Les Basques connaissent la même croyance et pratiquent eux aussi des rites particuliers.
C'est sous ce nom qu'Eate est connu dans le Goierri, comarque du Guipuscoa. Sa voix sourde et cependant imposante, se fait entendre à l'approche de la grêle. C'est également l'incendie dévastateur, la crue impétueuse d'une rivière, la bourrasque qui résonne dans un bois. On connait d'autres noms associés à ces manifestations :
Egata à Zegama (Guipuscoa) ;
Ereeta à Azpeitia (Guipuscoa) ;
Erots à Arakil (Navarre).
ou  Erreate
Dans d'autres ouvrages, Eate est un dieu du feu,.

## Anciens dieux liés à Eate
Edelate, Edelatis ou Edelas était un dieu des Pyrénées du Comminges, à l'époque romaine. Son nom apparaît dans certaines inscriptions, et son nom peut être en lien avec la mythologie basque.
Un autel a été trouvé avec une inscription adressée au dieu Edelas à Luscan.
EDELATI DEO SEXMIN & APRILIS E ALCIMS F(ILIUS).
« Au dieu Edelas, sexmin & aprilis & son fils Alcimus »